# 9263 Khariton
9263 Khariton eller 1976 SX5 är en asteroid i huvudbältet som upptäcktes den 24 september 1976 av den rysk-sovjetiske astronomen Nikolaj Tjernych vid Krims astrofysiska observatorium på Krim. Den har fått sitt namn efter den sovjetiske och ryske vetenskapsmannen Julij Chariton (1904–1996).
Den tillhör asteroidgruppen Themis.